# 楡周平
楡 周平（にれ しゅうへい、1957年10月12日 -）は、日本の小説家。

## 来歴・人物
岩手県東磐井郡藤沢町（現：一関市）生まれ。慶應義塾大学大学院修了。米国企業日本法人（写真業界の大手コダック）に入社し、80億円に及ぶ物流プロジェクトを手がけていた。1996年、在職中に犯罪小説『Cの福音』を宝島社より出版し、30万部を売り上げる。その後は小説執筆に専念するために米国企業を退社。前作の続編となる『猛禽の宴』を出版する。以後は悪のヒーロー・朝倉恭介を主人公としたシリーズ小説を刊行。正義のヒーローとして『クーデター』から川瀬雅彦も登場し、このシリーズは6作全てがベストセラーとなっている。
スリラーとハードボイルドとアクションを取り入れた作品群が特徴である。その後は『無限連鎖』などで「このミステリーがすごい!」からも注目されるようになったが、2005年に『再生巨流』を発表してからは経済小説をメインに執筆するようになり、有川崇を主人公にした『ワンス・アポン・ア・タイム・イン・東京』や、山崎鉄郎を主人公にした『プラチナタウン』などのドラマ化された人気作品を刊行した。

## 著書

### 小説

#### 朝倉恭介シリーズ
宝島社のウェブサイトでは〈朝倉恭介・川瀬雅彦〉シリーズ、角川HPでは「朝倉恭介VS川瀬雅彦」シリーズと記されている。
- Cの福音（1996年2月 宝島社 / 1998年7月 宝島社文庫 / 2005年4月 宝島社文庫【新装版】 / 2008年10月 角川文庫）
- クーデター（1997年3月 宝島社 / 1998年12月 宝島社文庫 / 2005年4月 宝島社文庫【新装版】 / 2008年11月 角川文庫）
- 猛禽の宴 続・Cの福音（1997年12月 宝島社 / 1999年9月 宝島社文庫 / 2005年8月 宝島社文庫【新装版】 / 2008年12月 角川文庫）
- クラッシュ（1998年12月 宝島社 / 2000年4月 宝島社文庫 / 2005年8月 宝島社文庫【新装版】 / 2009年1月 角川文庫）
- ターゲット（1999年11月 宝島社 / 2001年2月 宝島社文庫 / 2005年11月 宝島社文庫【新装版】 / 2009年2月 角川文庫）
- 朝倉恭介 Cの福音・完結編（2001年3月 宝島社 / 2002年2月 宝島社文庫 / 2005年11月 宝島社文庫【新装版】 / 2009年3月 角川文庫）

#### 有川崇シリーズ
- ワンス・アポン・ア・タイム・イン・東京（2008年2月 講談社【上・下】）
  - 【改題】宿命―ワンス・アポン・ア・タイム・イン・東京（2010年8月 講談社文庫【上・下】）
- 血戦―ワンス・アポン・ア・タイム・イン東京2（2010年3月 講談社 / 2012年3月 講談社文庫）

#### 山崎鉄郎シリーズ
- プラチナタウン（2008年7月 祥伝社 / 2011年7月 祥伝社文庫）
- 和僑（2015年10月 祥伝社）

#### シリーズ外作品
- ガリバー・パニック（1998年7月 講談社 / 2001年8月 講談社文庫）
- 外資な人たち（1999年3月　中央公論新社）
- 青狼記（2000年7月 講談社 / 2003年7月 講談社文庫【上・下】） - 2004年10月に長谷川哲也作画で漫画化
- マリア・プロジェクト（2001年11月 角川書店 / 2004年10月 角川文庫）
- 無限連鎖（2002年11月 文藝春秋 / 2004年11月 文春文庫）
- フェイク（2004年3月 角川書店 / 2006年8月 角川文庫）
- 再生巨流（2005年4月 新潮社 / 2007年12月 新潮文庫） - 『週刊新潮』連載時タイトル「再生頭脳」を改題
- 異端の大義（2006年3月 毎日新聞社【上・下】 / 2009年4月 新潮文庫【上・下】） - 『サンデー毎日』連載時タイトル「アルビノ」を改題
- ラストワンマイル（2006年10月 新潮社 / 2009年10月 新潮文庫）
- 陪審法廷（2007年3月 講談社 / 2009年3月 講談社文庫）
- クレイジーボーイズ（2007年7月 角川書店 / 2010年2月 角川文庫）
- 骨の記憶（2009年2月 文藝春秋 / 2011年9月 文春文庫）
- ゼフィラム（2009年12月 朝日新聞出版）
  - 【改題】ゼフィラム CO2ゼロ車を開発せよ（2013年5月 朝日文庫）
- 東京カジノパラダイス（2018年08月 新潮文庫）
- 衆愚の時代（2010年3月 新潮新書）
- 介護退職（2011年8月 祥伝社 / 2014年9月 祥伝社文庫）
- 虚空の冠（2011年10月 新潮社【上・下】）
  - 【改題】虚空の冠―覇者たちの電子書籍戦争（2013年2月 新潮文庫）
- 羅針（2012年1月 文藝春秋 / 2014年12月 文春文庫）
- 修羅の宴（2012年7月 講談社 / 2015年2月 講談社文庫【上・下】）
- レイク・クローバー（2013年8月 講談社 / 2015年11月 講談社文庫【上・下】）
- 象の墓場（2013年12月 光文社）
- スリーパー（2014年3月 角川書店）
- ミッション建国（2014年6月 産経新聞出版）
- 砂の王宮（2015年7月 集英社）
- ラストフロンティア（2016年2月　新潮社）
- ドッグファイト（2016年7月　角川書店）
- ぷろぼの（2017年5月　文藝春秋）
- 国士（2017年8月　祥伝社）
- デッド・オア・アライブ（2017年11月　光文社）
- バルス（2018年4月　講談社）
- TEN（2018年9月　小学館）
- サリエルの命題（2019年6月 講談社）
- 食王（2020年7月　祥伝社）
- ヘルメースの審判（2021年01月29日　角川書店）
- 黄金の刻 小説 服部金太郎（2021年11月　集英社 / 2024年2日　集英社文庫）
- 逆玉に明日はない（2021年8月30日　光文社）
- サンセット・サンライズ（2022年1月24日　講談社）
- 鉄の楽園（2022年3月　新潮社）
- 終の盟約（2022年8月　集英社）
- 日本ゲートウェイ（2023年3月　祥伝社）
- 限界国家（2023年6月　双葉社）
- ショートセール（2023年9月　光文社）
- ラストエンペラー（2023年12月　KADOKAWA）

### その他
- 外資な人たち ある日外国人上司がやってくる（1999年3月 中央公論新社 / 2002年4月 講談社文庫）
- 「いいね！」が社会を破壊する（2013年 新潮新書）
- 未来のカタチ　～新しい日本と日本人の選択～（2020年12月1日 小学館新書）

## メディア・ミックス
ラジオドラマ
- プラチナタウン（2008年11月1日、NHK-FM「FMシアター」、出演：矢島健一、村松利史 他）

テレビドラマ
テレビ朝日系
- 宿命1969-2010〜ワンス・アポン・ア・タイム・イン・東京〜（2010年1月15日 - 3月12日、全9話、主演：北村一輝）
- 黄金の刻〜服部金太郎物語〜（2024年3月30日、主演：西島秀俊）

WOWOW
- 再生巨流（2011年3月6日、ドラマW、主演：渡部篤郎）
- プラチナタウン（2012年8月19日 - 9月16日、全5話、連続ドラマW、主演：大泉洋）

映画
- サンセット・サンライズ（2025年1月17日公開、配給：ワーナー・ブラザース映画、監督：岸善幸、主演：菅田将暉）